# چبین، شهرستان میشلیبورز
چبین، شهرستان میشلیبورز (به لاتین: Trzebin, Myślibórz County) یک سکونتگاه مسکونی در لهستان است که در Gmina Barlinek واقع شده‌است.